# Jupon
Ne doit pas être confondu avec Petticoat (film), Petticoat (comédie musicale) ou Petticoat (groupe).

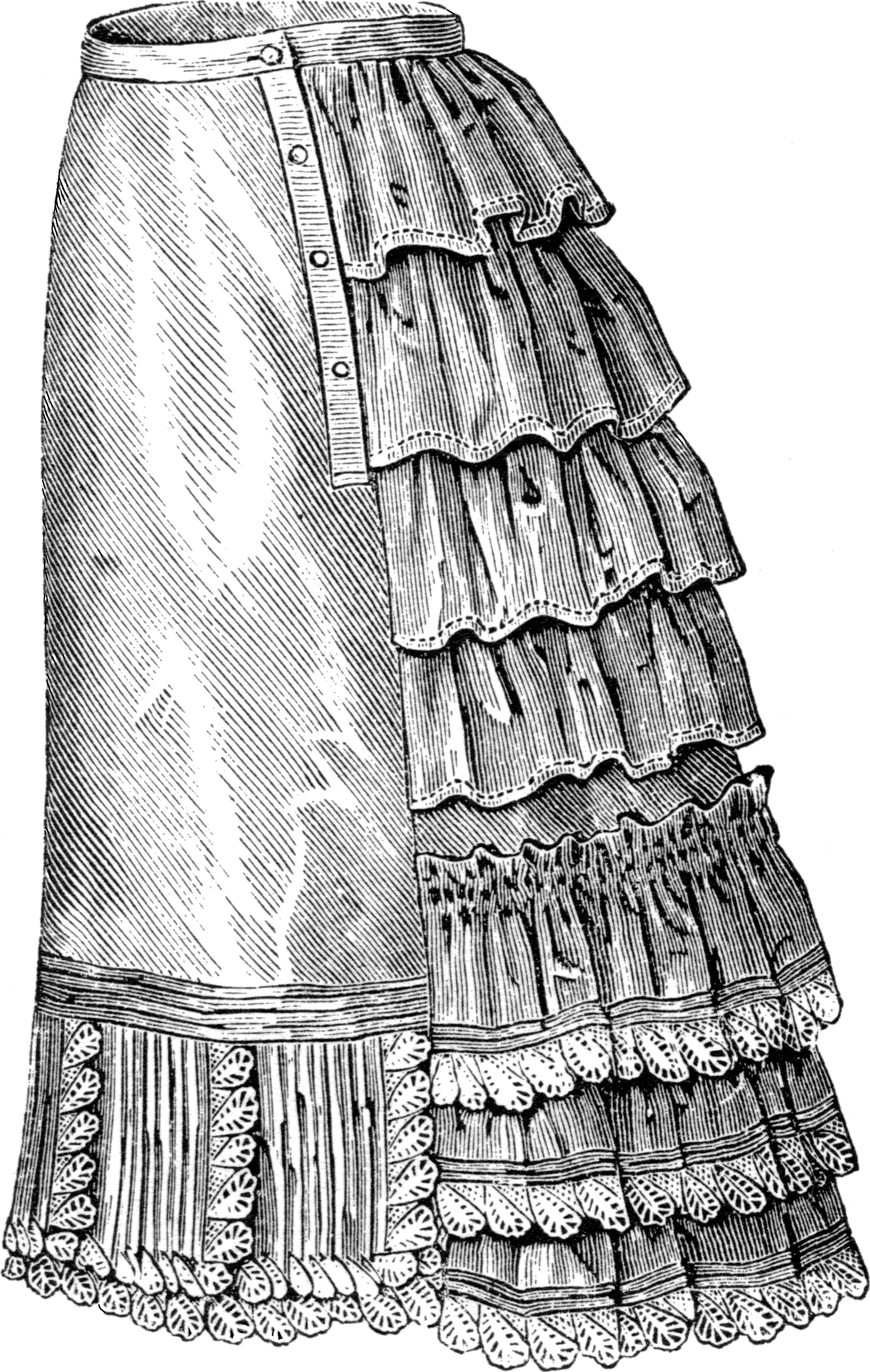
Un jupon du XIXe siècle

Le jupon est un sous-vêtement féminin attaché à la taille et qui soutient l'ampleur d'une jupe, d'une robe ou en atténue l'effet de transparence.

## Expressions associées
- Un « coureur de jupons » est un homme multipliant les conquêtes féminines, généralement de courte durée.
- « Être toujours fourré dans les jupons de sa mère » pour un enfant très dépendant de sa maman.
- Les « Sans-jupons » équivalents des Sans-culottes pendant la révolution française[1].